# Benedykt Skarbek Ważyński
Benedykt Skarbek Ważyński herbu Abdank – skarbny litewski w latach 1746-1758, starosta tyrkszlewski.
Poseł Księstwa Żmudzkiego na sejm zwyczajny 1748 roku.